# Economia Armeniei
Armenia este al doilea stat ca densitate a populației din fostele republici sovietice. Este situat între Marea Neagră și Marea Caspică, marginită la nord și est de Georgia și Azerbaidjan și la sud și vest de Iran și Turcia.
Până la independență, economia Armeniei s-a bazat în mare măsură pe industria - chimică, produse electronice, utilaje  alimentare procesate, cauciuc sintetic și textile, dar a fost dependentă de resursele din afara. Agricultura a reprezentat doar 20% din produsul intern net și 10% din ocuparea forței de muncă înainte de destrămarea Uniunii Sovietice în 1991. Din minele armene se extrage cupru, zinc, aur și plumb . Marea majoritate a energiei este produsă cu combustibil importat, inclusiv gaz și combustibil nuclear (pentru singura centrală nucleară) din Rusia, principala sursă de energie pe piața internă fiind cea hidroelectrică. Cantități mici de cărbune, gaz și petrol nu au fost încă aduse la suprafață.
Ca si alte foste state, economia Armeniei suferă de pe urma moștenirii o economie planificată centralizată și defalcarea modelelor comerciale din comerțul sovietic. Investițiile sovietice din și pentru sprijinul industriei armean au dispărut, astfel încât puține întreprinderi majore sunt încă în funcțiune. În plus, efectele cutremurului 1988, care a ucis peste 25.000 de persoane și a lăsat 500 de mii fără adăpost, sunt încă resimțite. Deși în 1994 s-a confirmat incetarea focului, conflictul Azerbaidjanului cu Nagorno-Karabah nu a fost rezolvat. Blocada de-a lungul frontierelor Azerbaidjanului și a zonelor turcești a devastat economia, deoarece Armenia era dependentă importuri de resurse energetice și materii prime. Rutele terestre prin Azerbaidjan și Turcia sunt închise; rute prin Georgia și Iran sunt insuficiente sau nesigure. În 1992-1993, PIB-ul a scăzut la aproape 60% din nivelul din 1989. Moneda națională, dramul, a suferit o hiperinflație pentru primii ani de după introducerea sa în 1993.
Cu toate acestea, Guvernul Armeniei, ajutat de încetarea focurilor în Nagorno-Karabah în 1994, a fost capabil să aplice reformele economice care au dus la scăderea dramatică a inflației și la o creștere economică constantă. Armenia a înregistrat o creștere economică puternică din anul 1995, iar inflația a devenit neglijabilă pentru ultimii ani. Noi sectoare, cum ar fi de prelucrare a pietrelor prețioase și prelucrarea bijuteriilor, tehnologiei informației și comunicării, și chiar turism au început să completeze mai multe sectoare tradiționale în economie, cum ar fi agricultura.
Acest progres economic i-a adus Armeniei ajutor de la instituțiile internaționale. FMI, Banca Mondială, BERD, precum și alte instituții financiare internaționale și țări străine oferă subvenții considerabile și împrumuturi. Totalul creditelor acordate Armeniei din 1993 depășeșc 800 milioane de dolari. Aceste împrumuturi sunt direcționate către reducerea deficitului bugetar, stabilizarea monedei locală, încurajarea afacerilor private, prelucrarea produselor alimentare, transport, și sectoarelor sănătății și educației, precum și lucrărilor de reabilitare în curs de desfășurare în zona de cutremur.
Guvernul a făcut unele îmbunătățiri în administrația fiscală și vamală, în 2005, dar măsurile anti-corupție au fost greu implementate. Investițiile în construcții și industriale sectoare sunt așteptate să continue în 2006 și vor contribui la o creștere economică de aproximativ 13,9%. 

## Industrie

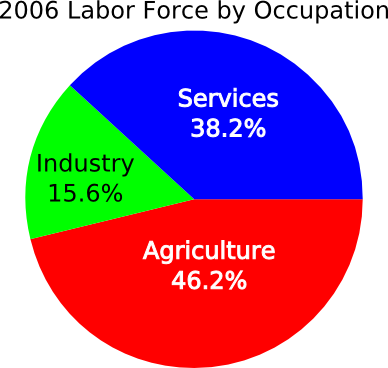
Ocuparea forței de muncă (2006)